# Sampa the Great
Sampa the Great, pseudonimo di Sampa Tembo (Ndola, 9 agosto 1993), è una rapper e cantautrice zambiana naturalizzata australiana.

## Biografia
Dopo aver studiato per due anni a San Francisco e per un anno a Los Angeles, Sampa the Great si è trasferita in Australia per conseguire una laurea presso il SAE Institute.
Il 24 settembre 2015 Sampa ha collaborato nella canzone Beauty del cantautore Wallace. Il suo mixtape di debutto, The Great Mixtape, è stato diffuso il 16 ottobre e in seguito pubblicato nei formati CD e vinile dall'etichetta Melbourne Wondercore Island. È stato prodotto da Dave Rodriguez sotto il nome di Godriguez e da esso è stato estratto come unico singolo F E M A L E.
Nel corso del 2016 ha pubblicato quattro singoli, Black Dignity, Blue Boss, 24 e Blessings, pur non anticipando alcun progetto discografico. Il 28 aprile 2017 Sampa the Great ha pubblicato il singolo Everybody's Hero con la partecipazione vocale della cantante britannica Estelle e il 12 maggio è stata la volta dell'EP di debutto HERoes Act 2, che ha descritto come "un'istantanea di un momento di incertezza e dubbio, e la consapevolezza che quegli aspetti sono molto normali". Per l'EP, la rapper ha collaborato con il produttore Rahki. Il secondo e il terzo singolo dell'EP, The Plug e Paved with Gold, sono stati pubblicati l'11 maggio. Il 10 novembre ha pubblicato il mixtape Birds and the BEE9, un disco che "incrocia hip hop, soul, jazz, gospel e reggae", su etichetta Big Dada. È stato prodotto da Sensible J, Silentjay e Kwesi Darko; è stato accolto positivamente dalla critica specializzata ed ha vinto l'Australian Music Prize a marzo 2018. Da esso sono stati estratti come singoli Rhymes to the East e Bye River.
Il 29 novembre 2018 Sampa ha pubblicato il brano Energy con Nadeem Din-Gabisi insieme al suo videoclip; avrebbe dovuto pubblicare il suo album di debutto nel medesimo anno ma è stato poi rimandato. Il 5 giugno 2019 ha pubblicato Final Form, accompagnato da un video musicale. L'album d'esordio The Return è stato reso disponibile il 13 settembre 2019 ed ha raggiunto la 12ª posizione della ARIA Albums Chart. Agli ARIA Music Awards 2019 è stata candidata per due premi, vincendone uno; agli APRA Music Awards è stata nominata in una categoria e nel marzo 2020 ha vinto nuovamente l'Australian Music Prize, questa volta per The Return, diventando la prima artista in assoluto a vincere tale riconoscimento due volte.

## Discografia

### Album in studio
- 2019 – The Return
- 2022 - As Above, So Below

### Mixtape
- 2015 – The Great Mixtape
- 2017 – Birds and the BEE9

### EP
- 2017 – HERoes Act 2

### Singoli

#### Come artista principale
- 2015 – F E M A L E
- 2016 – Black Dignity
- 2016 – Blue Boss
- 2016 – 24
- 2016 – Blessings
- 2017 – Everybody's Hero (feat. Estelle)
- 2017 – The Plug (feat. Estelle)
- 2017 – Rhymes to the East
- 2017 – Bye River
- 2018 – Energy (feat. Nadeem Din-Gabisi)
- 2019 – These Days
- 2019 – OMG
- 2019 – Freedom

#### Come artista ospite
- 2015 – Beauty (Wallace feat. Sampa the Great)
- 2016 – For Good (Remi feat. Sampa the Great)
- 2017 – Fire Sign (Sensible J feat. Remi and Sampa the Great)
- 2019 – Black Is Beautiful (Remix) (Chronixx feat. Sampa the Great)
- 2020 – Outer Body Stranger (Superego feat. Sampa the Great)